# Літературна Херсонщина, музей-квартира Б. А. Лавреньова
«Літературна Херсонщина», музей-квартира Б. А. Лавреньова — літературний музей у місті Херсон, відділ Херсонського краєзнавчого музею.

## Розділи музею
- Експозиція
- Музей-квартира письменника Бориса Лавреньова
- Виставковий зал
- Концертний зал «Блакитна вітальня»

## Історія
Музей був заснований у 1991 році, у рік 100-річчя із дня народження російського письменника Бориса Андрійовича Лавреньова. Розміщується у будинку кінця XIX століття на розі вулиці Театральної і проспекту Незалежності, де письменник народився і виріс.
У 1991 році Єлизавета Михайлівна Лавреньова, вдова письменника, передала в дар музею особисті речі чоловіка: архів письменника, книги із його бібліотеки, унікальну колекцію живопису, у тому числі прижиттєвий портрет імператора Петра І роботи невідомого художника, «Пейзаж села Чорнявки» художника-футуриста Давида Бурлюка, антикварні меблі карельської берези із кабінету письменника, рояль.